# Lecteria simplex
Lecteria simplex är en tvåvingeart som beskrevs av Alexander 1969. Lecteria simplex ingår i släktet Lecteria och familjen småharkrankar. Inga underarter finns listade i Catalogue of Life.